# Skrajna Pańszczycka Czuba
Skrajna Pańszczycka Czuba (niem. Vordere Pańszczyca Koppe, słow. 'Predná paňščická čuba, węg. Elülső-Pańszczyca-púp) – skalista czuba w północnej grani Skrajnego Granatu oddzielającej Pańszczycę od Doliny Czarnej Gąsienicowej. Jest to jedna z dwóch Pańszczyckich Czub. Ma wysokość około 2140 m i znajduje się pomiędzy Pańszczycką Przełączką Pośrednią (ok. 2130 m) a Pańszczycką Przełęczą (2115 m). Jest dobrze rozróżnialna od zachodniej strony, opada tutaj żebrem o wysokości 170 m w widły dwóch żlebków z przełęczy. Połączone poniżej żebra żlebki jednym korytem uchodzą do wielkiego piarżyska Kotła Czarnego Stawu Gąsienicowego. Od wschodniej strony jest nierozróżnialna, jej wierzchołek zlewa się bowiem z masywem Skrajnego Granatu. W północno-wschodniej ścianie Skrajnej Pańszczyckiej Czuby znajduje się długie pęknięcie z czterema nyżami. Jest to Pańszczycki Komin z Dziurami. Ściana ta opada do piarżyska obramowanego grzędą i ścianą Wierchu pod Fajki.
Pierwsze znane przejście turystyczne – granią z Pańszczyckiej Przełęczy, przez wierzchołki Pańszczyckich Czub – Walenty Gadowski i Franciszek Zbyszycki w sierpniu 1903 r.
Nie prowadzi przez nią żaden szlak turystyczny, ale można na niej uprawiać wspinaczkę skalną (ale tylko od strony Doliny Gąsienicowej). Drogi wspinaczkowe dla taterników:
- Zachodnim żebrem; II stopień trudności w skali tatrzańskiej, czas przejścia 30 min,
- Przez Pańszczycki Komin z Dziurami; II, 1 1/2 godz.,
- Północno-wschodnią grzędą; II, 1 1/2 godz[2].

Jest jedną z dwóch Pańszczyckich Czub. Przez W.H. Paryskiego były one traktowane jako część Skrajnego Granatu, z dalsza bowiem zlewają się z jego masywem. W ujęciu Władysława Cywińskiego Granaty kończą się na Wyżniej Pańszczyckiej Przełączce, Pańszczyckie Czuby zatem nie należą już do Granatów.

## Przypisy

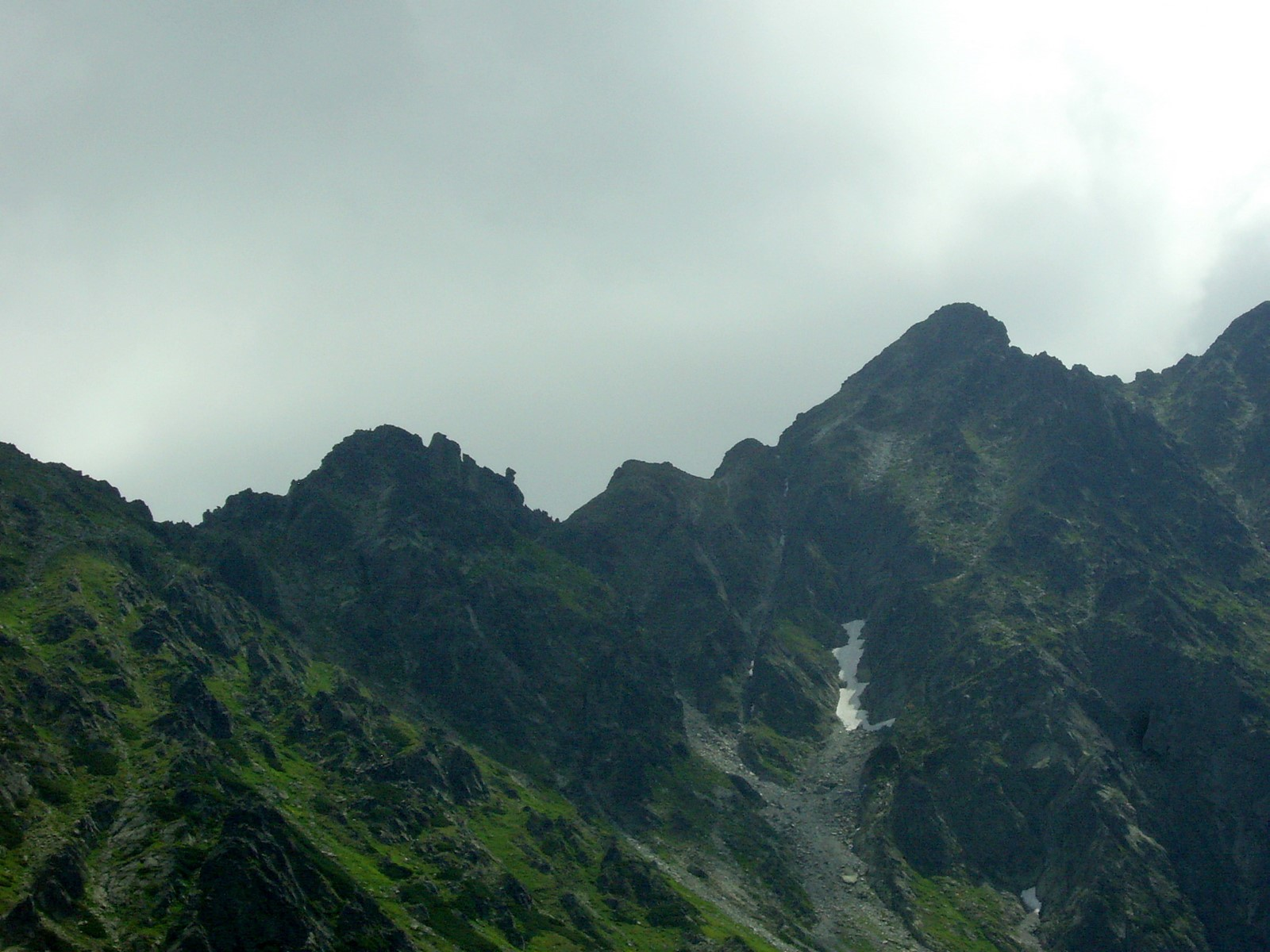
Widok od północnej strony